# Dzhezkazganita
La dzhezkazganita és un mineral no aprovat per la IMA de la classe dels sulfurs. Originalment fou descrita a la mina Dzhezkazgan, al Kazakhstan. Descrita en un gres associada a bornita, calcocina i galena. És un dels pocs minerals amb reni com a element dominant (vegeu també la reniïta, el reni natiu o la tarkianita).

## Característiques
La seva fórmula és incerta, tot i que es proposa la següent: ReMoCu₂PbS₆. Cristal·litza al sistema trigonal. Segons els estudis de difracció de raigs X, el mineral només genera pics d'intensitat quan es troba associat a bornita, galena, quars i digenita, el que podria indicar que es tracta d'un mineral amorf davant dels raigs X. En llum reflectida el mineral presenta un color gris marronós. La Dzhezkazganita reacciona a l'HNO (1:1) tornant-se de color marró i no reaccióna amb l'HCl (1:1).

## Formació i jaciments
El mineral es va descobrir per la presència de reni en menes de coure de la mina Dzhezkazgan. Els estudis microscòpics posteriors van determinar la presència d'agregats minerals col·lomòrfics desconeguts en vetes de bornita i calcocina; en aquest cas, la Dzhezkazganita reemplaçava la calcocina.